# Leislau
Leislau là một đô thị thuộc huyện Burgenland, bang Sachsen-Anhalt, Đức. Đô thị Leislau có diện tích 7,46 km², dân số thời điểm ngày 31 tháng 12 năm 2006 là 264 người.